# Episodi di Britannia (terza stagione)
La terza stagione della serie televisiva Britannia è stata resa disponibile nel Regno Unito e in Irlanda su Sky Box Sets il 24 agosto 2021.
In Italia, la stagione è andata in onda sul canale satellitare Sky Atlantic dal 17 settembre all'8 ottobre 2021.
| nº | Titolo originale | Titolo italiano | Pubblicazione UK | Prima TV Italia   |
| -- | ---------------- | --------------- | ---------------- | ----------------- |
| 1  | Episode 1        | Episodio 1      | 24 agosto 2021   | 17 settembre 2021 |
| 2  | Episode 2        | Episodio 2      | 24 agosto 2021   | 17 settembre 2021 |
| 3  | Episode 3        | Episodio 3      | 24 agosto 2021   | 24 settembre 2021 |
| 4  | Episode 4        | Episodio 4      | 24 agosto 2021   | 24 settembre 2021 |
| 5  | Episode 5        | Episodio 5      | 24 agosto 2021   | 1º ottobre 2021   |
| 6  | Episode 6        | Episodio 6      | 24 agosto 2021   | 1º ottobre 2021   |
| 7  | Episode 7        | Episodio 7      | 24 agosto 2021   | 8 ottobre 2021    |
| 8  | Episode 8        | Episodio 8      | 24 agosto 2021   | 8 ottobre 2021    |

## Episodio 1
- Titolo originale: Episode 1
- Diretto da: Ben Gregor
- Scritto da: Jez Butterworth

### Trama
Nel 31 d.C., Aulo Plauzio è a Roma e ha un figlio, avuto da una prima moglie morta presumibilmente da poco. Il generale sembra provare sincero affetto per lui, ma quando una donna misteriosa compare nella domus, questi porta il figlio in dei sotterranei dove avviene la sua iniziazione all'oscuro culto di Lokka: la donna uccide il bambino e Aulo ne beve il sangue, dopodiché i seguaci della donna banchettano sul suo corpo.
In Britannia, Amena e Vito Aurelio complottano per uccidere il generale, ma vengono interrotti dall'arrivo di Hemple, seconda moglie di Plauzio, nonché la donna che lo ha iniziato al culto oscuro. Questa si dimostra immediatamente versata nelle arti magiche, essendo già a conoscenza delle intenzioni di Amena e Vito; inoltre, avverte Plauzio che il loro tempo sta per scadere e che devono trovare la prescelta il più in fretta possibile. Più tardi, gli uomini di Hemple catturano e uccidono Vito, per poi cucinarne il corpo e offrirlo a Plauzio in un sadico banchetto cui è costretta a partecipare anche Amena.
Nell'accampamento dei druidi, Quane affida a Divis il compito di istruire Phelan (il cui nome viene cambiato in Quant), mentre Cait, ricongiuntasi ai druidi dopo la morte di Mallin, chiede a Veran di rivelare il proprio vero nome, che porta inciso sulla fronte. Veran sta per rivelarglielo ma la fanciulla, per vendicarsi di tutto quello che i druidi le hanno fatto indirettamente passare, estrae un coltello e lo ferisce alla gola, per poi darsi alla fuga.

## Episodio 2
- Titolo originale: Episode 2
- Diretto da: Ben Gregor
- Scritto da: Tom Butterworth e Jez Butterworth

### Trama
Nella dimora di Plauzio, il generale si risveglia dopo la notte di bagordi (il seguito di Hemple è costituito fra gli altri da eunuchi e prostitute) e si rende conto della mostruosità di quanto accaduto. In seguito, infatti, intima alla moglie di non eseguire più sacrifici umani senza il suo permesso e di non fare del male ad Amena, benché sia a conoscenza del fatto che la regina dei Cantiaci trama contro di lui. Con qualche riserva, Hemple accetta.
Molto più a Nord, la vecchia regina dei Regnensi Antedia è schiava di una famiglia di rozzi contadini, tra cui solo il membro più giovane sembra provare per lei un po' di compassione. Antedia sfrutta l'ingenuità del ragazzo per fargli servire ai parenti uno stufato contenente una pianta velenosa, che presto fa cadere tutti in una condizione di follia. Antedia ruba le chiavi delle proprie catene e si libera, dopodiché dà fuoco alla casa e fugge.
Cait mette più distanza possibile tra sé e l'accampamento dei druidi, fino ad arrivare nei pressi di una strada lastricata romana. Seguendone il percorso, la ragazza giunge a un piccolo accampamento presidiato da alcuni legionari dove gli indigeni vengono schiavizzati per continuare i lavori di costruzione della strada. Qui la ragazza incontra Lucio Alidio che, dopo gli eventi della stagione precedente, sembra essere intenzionato a proteggerla. L'ex prefetto confessa anche di essere stato lui ad accecare il padre di Cait, al che la ragazza, scioccata, fugge. Una volta allontanatasi, le strade sue e di Antedia si incrociano.

## Episodio 3
- Titolo originale: Episode 3
- Diretto da: Ben Gregor
- Scritto da: Tom Butterworth e Jez Butterworth

## Episodio 4
- Titolo originale: Episode 4
- Diretto da: Joasia Goldyn
- Scritto da: Jez Butterworth

## Episodio 5
- Titolo originale: Episode 5
- Diretto da: Joasia Goldyn
- Scritto da: Tom Butterworth

## Episodio 6
- Titolo originale: Episode 6
- Diretto da: Mackenzie Crook
- Scritto da: Mackenzie Crook

## Episodio 7
- Titolo originale: Episode 7
- Diretto da: Joasia Goldyn
- Scritto da: Tom Butterworth

## Episodio 8
- Titolo originale: Episode 8
- Diretto da: Mackenzie Crook
- Scritto da: Tom Butterworth e Jez Butterworth